# Автошлях О 021501
Автошля́х О 021501 (до 2019 року - Т 0235) — автомобільний шлях місцевого значення у Вінницькій області. Пролягає територією Вінницького району через Оратів — Балабанівку — Ступки. Загальна довжина — 15,8 км.

## Маршрут
Автошлях проходить через такі населені пункти:
| Автошлях О 021501 |     |
| Вінницька область |     |
| Вінницький район  |     |
| Оратів            | Р17 |
| Балабанівка       |     |
| Ступки            |     |

## Галерея

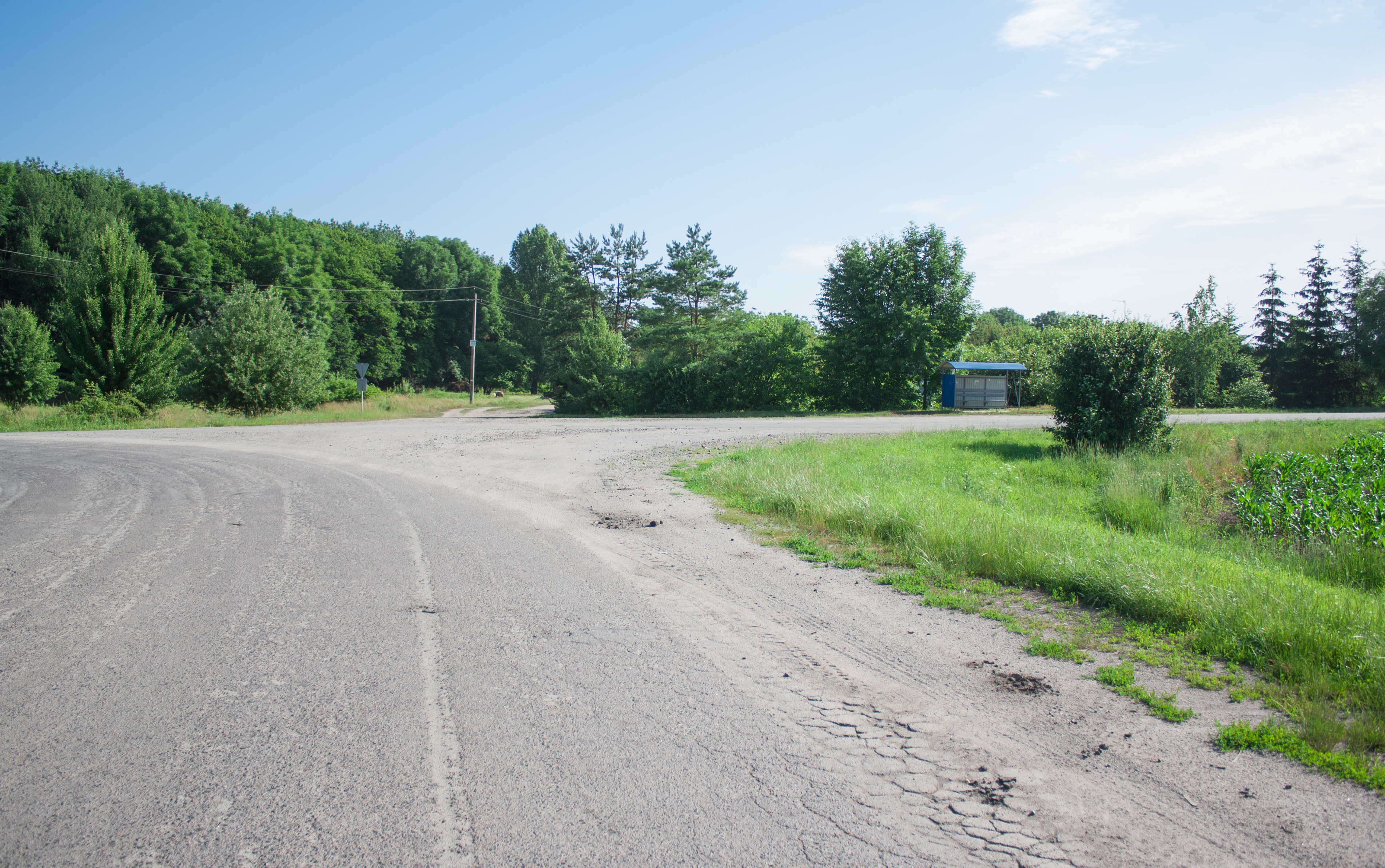
Автошлях при в'їзді у село Оратівка
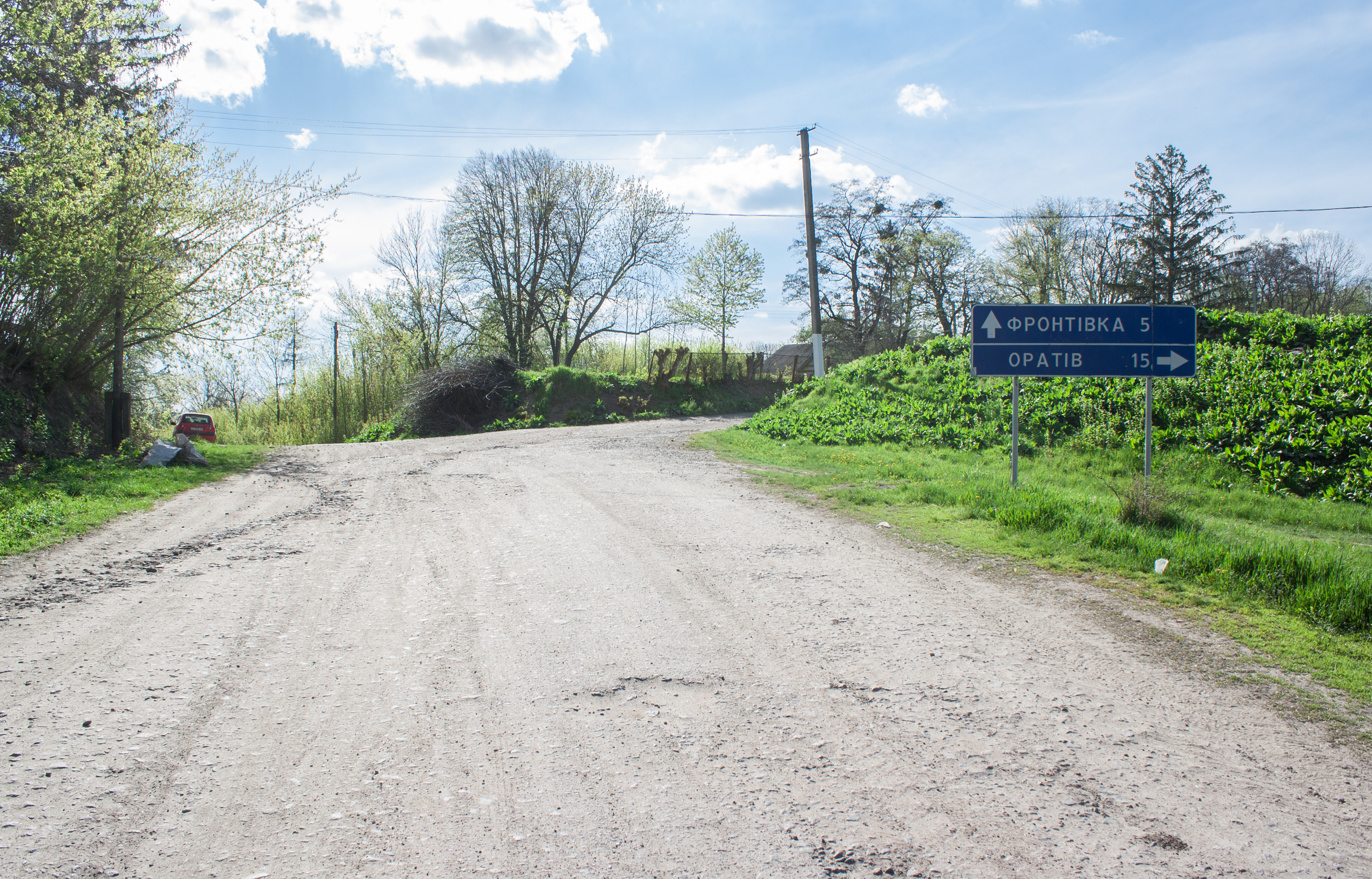
Автошлях в селі Балабанівка
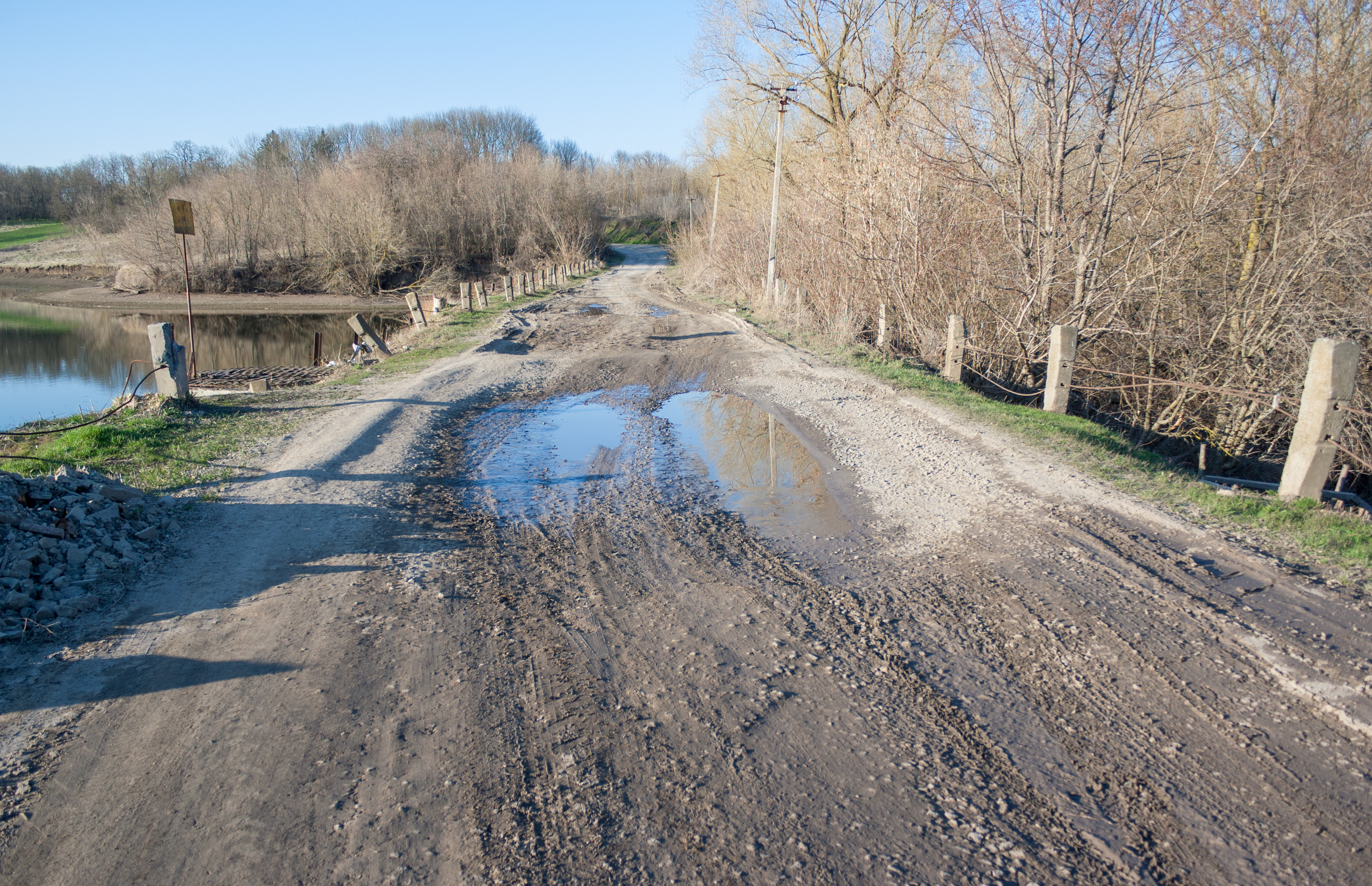
Автошлях при в'їзді у село Ступки